# Elecciones presidenciales de Brasil de 1930
La elección presidencial de Brasil de 1930 se realizó el 1 de marzo para el cargo de presidente y vicepresidente en los veinte estados del país y en el distrito federal de Río de Janeiro. Fue el último proceso eleccionario del período conocido como República Velha, y resultó vencedor Júlio Prestes quien no pudo asumir el cargo producto del estallido de la Revolución de 1930.

## Resultados
| Elección presidencial | Elección presidencial | Elección presidencial | Elección para vicepresidente | Elección para vicepresidente | Elección para vicepresidente |
| Candidato             | Votos                 | Porcentaje            | Candidato                    | Votos                        | Porcentaje                   |
| --------------------- | --------------------- | --------------------- | ---------------------------- | ---------------------------- | ---------------------------- |
| Júlio Prestes         | 1 091 709             | 59,39%                | Vital Soares                 | 1 079 360                    | 59,67%                       |
| Getúlio Vargas        | 742 794               | 40,41%                | João Pessoa                  | 725 566                      | 40,11%                       |
| Minervino de Oliveira | 131                   | 0,007%                | Gastão Valentim              | 141                          | 0,007%                       |
| Otros                 | 3701                  | 0,20%                 | Otros                        | 3723                         | 0,21%                        |
| Votos nominales       | Votos nominales       | 1 838 335             | Votos nominales              | Votos nominales              | 1 808 790                    |
| Votos blancos/nulos   | Votos blancos/nulos   | 61 921                | Votos blancos/nulos          | Votos blancos/nulos          | 91 466                       |
| Total                 | Total                 | 1 900 256             | Total                        | Total                        | 1 900 256                    |